# Вантена, Этьен Пьер
Этье́н Пьер Вантена́ (фр. Étienne Pierre Ventenat, 1 марта 1757 — 13 августа 1808) — французский ботаник и миколог. Брат натуралиста Луи Вантена.

## Биография
Этьен Пьер Вантена родился в Лиможе 1 марта 1757 года. Был одним из тринадцати детей в семье. Получил духовное образование; с пятнадцати лет принадлежал к общине регулярных каноников при аббатстве Святой Женевьевы.
В 1787 году Вантена, заинтересовавшись науками, попросил должность при библиотеке и, получив её, занялся изучением ботаники. В следующем году он отправился в Англию для приобретения книг и посетил там ботанические сады, которые произвели на него большое впечатление. После Революции Вантена отошёл от церкви, женился, стал преподавателем в Лицее Генриха IV и хранителем Библиотеки Святой Женевьевы. В 1795 году он был избран членом Института наук (ныне Академия наук); в 1804-м — назначен заведующим библиотекой.
Вантена продолжал также занятия ботаникой; его учителем в этой области стал Шарль Луи Леритье де Брютель. Первая ботаническая публикация Вантена, «Dissertation sur les parties des Mousses» (1792), была посвящена размножению мхов. За ней последовали другие сочинения, в том числе четырёхтомное «Tableau du règne végétal selon la méthode de Jussieu» (1799), основанное на системе классификации Жюссьё. С 1800 года Вантена посвятил себя описанию и классификации новых видов растений, доставлявшихся в Париж из разных стран.
Широкую известность Вантена принесла публикация его работы «Description des plantes nouvelles et peu connues, cultivées dans le jardin de J.-M. Cels» (издавалась в десяти частях с 1800 по 1803 год). Жак Филипп Мартен Сельс был ботаником и владельцем сада в Монруже, где он выращивал различные экзотические растения. Книга Вантена представляла собой подробное описание его коллекции, сопровождавшееся иллюстрациями Пьера-Жозефа Редуте, его брата Анри-Жозефа и других художников.

Calomeria amaranthoides. Иллюстрация П.-Ж. Редуте из второго тома «Jardin de La Malmaison» (1804)

Следующий труд Вантена был создан по заказу будущей императрицы Франции Жозефины де Богарне. Став в 1796 году супругой Наполеона Бонапарта, тремя годами позже она приобрела поместье Мальмезон, где создала прекрасный сад с оранжереей. В этом саду Жозефина выращивала редкие экзотические растения, в том числе из Австралии и Вест-Индии; в период расцвета её коллекция насчитывала более 250 видов. Около 1803 года Жозефина приняла решение создать каталог своей коллекции и поручила создание ботанических описаний Этьену Пьеру Вантена, а иллюстраций — Пьеру-Жозефу Редуте. Результатом стал двухтомный труд «Jardin de La Malmaison» (1803—1805): один из наиболее выдающихся образцов иллюстрированной ботанической книги всех времён. В открывающем первый том посвящении Жозефине Вантена писал: 

Вы собрали у себя самые редкостные растения французской земли. Благодаря Вашей заботе здесь прижились даже те, что никогда прежде не покидали пустынь Аравии или жгучих песков Египта. В прекрасных садах Мальмезона они — самая приятная память о завоеваниях Вашего прославленного супруга и самое очаровательное свидетельство того, что досуг Ваш отдан труду.
Оригинальный текст (фр.)Vous avez réuni sous vos yeux les plantes les plus rares du sol français. Plusieurs même qui n’avaient point quitté les déserts de l’Arabie et les sables brûlants de l’Egypte se sont naturalisés par vos soins. Elles présentent à nos regards dans les beaux jardins de la Malmaison le plus doux souvenir des conquêtes de votre illustre époux et la preuve la plus aimable de vos studieux loisirs.

Жозефина де Богарне продолжала покровительствовать Вантена, и называла его «своим ботаником». Его следующим трудом стала книга «Choix de plantes dont la plupart sont cultivées dans le Jardin de Cels et le Jardin de La Malmaison», публиковавшаяся, в десяти частях, с 1803 по 1808 год и включавшая описания растений из садов Сельса и Мальмезона.
Страдавший заболеванием печени, Этьен Пьер Вантена умер, оставив двоих детей, 13 августа 1808 года. Перед смертью он успел опубликовать последнее своё сочинение, «Decas Generum Novorum», в котором описывались восемь новых видов. Кроме того, Вантена завершил «Историю грибов Франции» умершего в 1793 году Пьера Бюльяра (публиковалась с 1791 по 1809 год).
После смерти Вантена его гербарий, насчитывавший до 15 тысяч образцов, был приобретён состоятельным промышленником и ботаником-любителем Бенжаменом Делессером. В 1847 году Делессер умер; в 1869 году гербарий Вантена был передан Ботаническому саду Женевы, где ныне и находится.
В честь Этьена Пьера Вантена назван род растений Вентената.

## Научная деятельность
Этьен Пьер Вантена специализировался на папоротниковидных и на семенных растениях, а также на микологии. Им описано более 200 новых видов; ряд предложенных им названий таксонов употребляется до настоящего времени.

## Научные работы

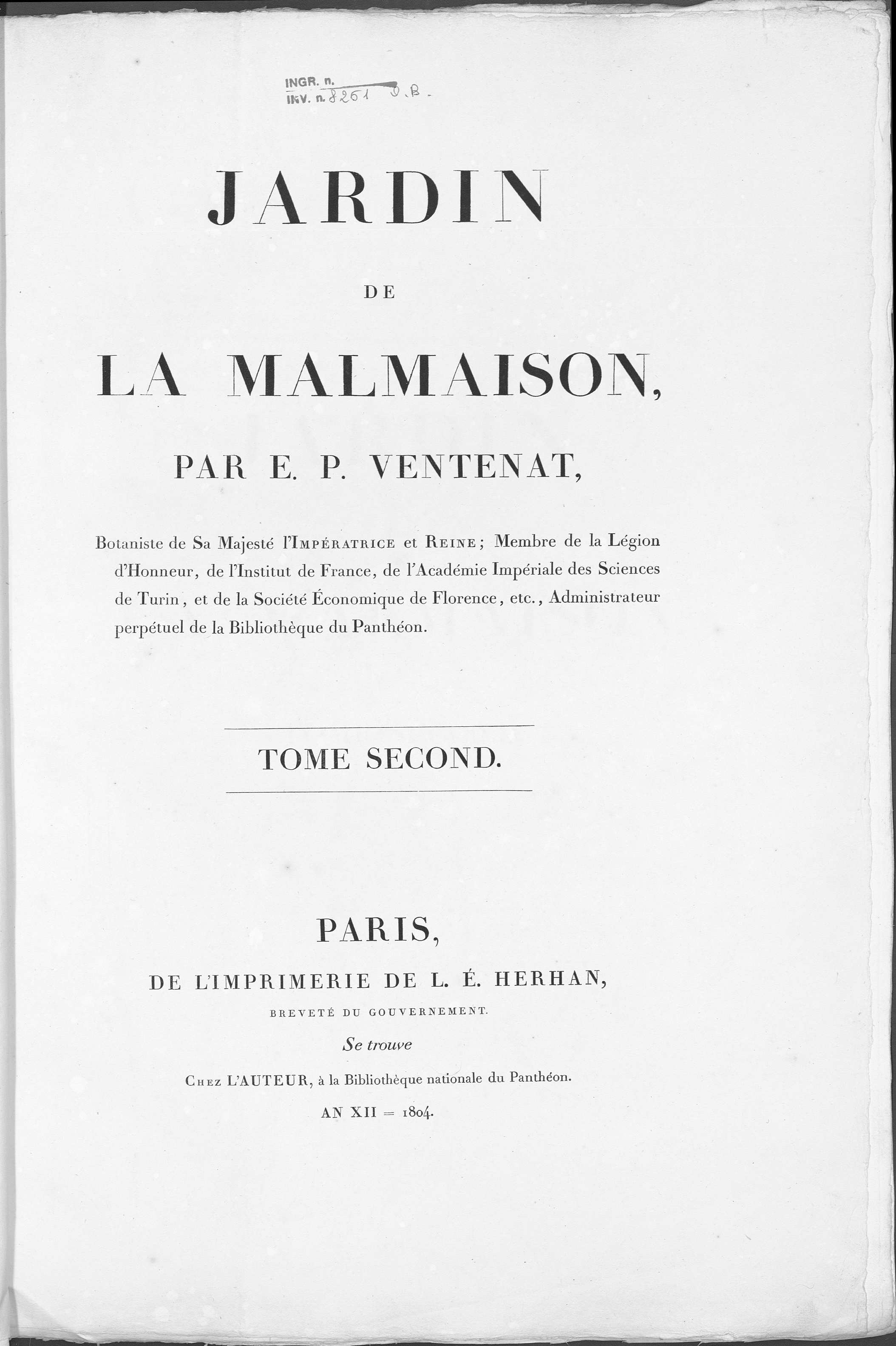
Титульный лист второго тома «Jardin de La Malmaison» (1804)

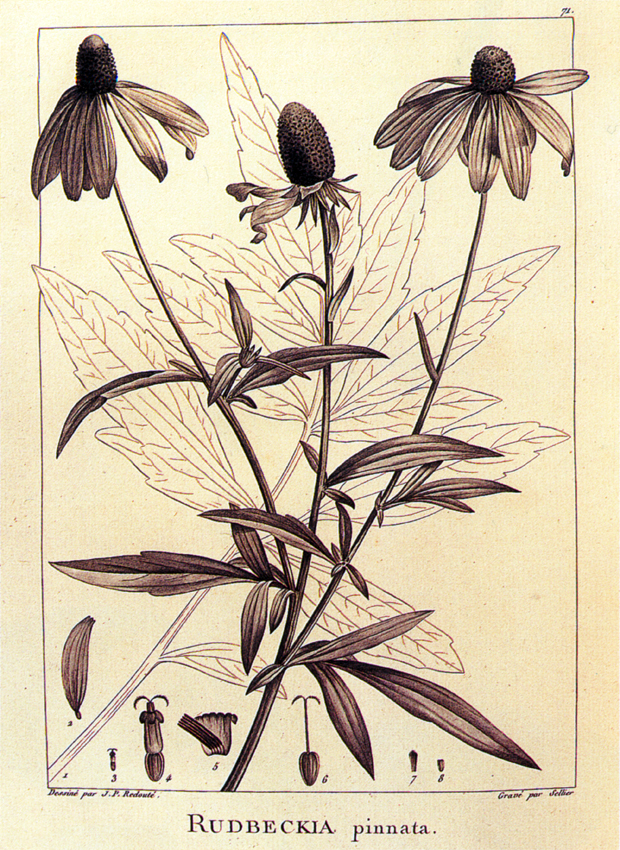
Rudbeckia pinnata. Иллюстрация П.-Ж. Редуте к книге «Description des plantes nouvelles et peu connues, cultivées dans le jardin de J.-M. Cels» (1799)

- 1792: Dissertation sur les parties des Mousses qui étaient regardées comme fleurs mâles et comme fleurs femelles.
- 1792: Mémoire sur les meilleurs moyens de distinguer le calice de la corolle.
- 1794: Principes de botanique, expliqués au Lycée républicain par Ventenat.
- 1798: Tableau du règne végétal selon la méthode de Jussieu.
- 1799: Description des plantes nouvelles et peu connues, cultivées dans le jardin de J.-M. Cels[20].
- 1803: Jardin de La Malmaison.
- 1812: Histoire des champignons de la France, ou Traité élémentaire, renfermant dans un ordre méthodique les descriptions et les figures des champignons qui croissent naturellement, en France.
- Flore de la région parisienne.